# Labarde
Labarde ist eine französische Gemeinde im Département Gironde in der Region Nouvelle-Aquitaine mit 616 Einwohnern (Stand 1. Januar 2022). Sie gehört zum Arrondissement Lesparre-Médoc und zum Kanton Le Sud-Médoc.

## Geografie
Die Gemeinde liegt am Beginn der Gironde im Weinbaugebiet Haut-Médoc, etwa zehn Kilometer nördlich von Bordeaux. Das Gemeindegebiet gehört zum Regionalen Naturpark Médoc.

## Bevölkerung
| Jahr      | 1962 | 1968 | 1975 | 1982 | 1990 | 1999 | 2006 | 2017 |
| --------- | ---- | ---- | ---- | ---- | ---- | ---- | ---- | ---- |
| Einwohner | 427  | 435  | 445  | 453  | 695  | 635  | 623  | 591  |

## Sehenswürdigkeiten
Siehe: Liste der Monuments historiques in Labarde

## Wirtschaft
Die Weingüter Château Giscours, Château Dauzac und Château Siran befinden sich im Gemeindegebiet.